# Гурфов Азамат Умарбійович
Азамат Умарбійович Гурфов (рос. Азамат Умарбиевич Гурфов, нар. 27 лютого 1994, Нальчик, Росія) — російський футболіст, опорний півзахисник клубу «Кубань». Майстер спорту Росії.

## Ігрова кар'єра
Азамат Гурфов є вихованцем нальчикського футболу. Починав свої виступи у молодіжній команді місцевого клубу «Спартак-Нальчик». У сезоні 2015/16 разом з командою виборов підвищення до ФНЛ але через важку травму коліна пропустив майже весь сезон.
Влітку 2017 року футболіст перейшов до курського «Авангарда», з яким вже у першому сезоні дістався фіналу Кубка Росії, де його команда поступилася «Тосно». Влітку 2018 року Гурфов підписав контракт з «Армавиром» і два сезони грав у Першій лізі.
У 2020 році півзахисник приєднався до клубу Другої ліги «Кубань» з Краснодара. І в першому ж сезоні його команда виграла турнір Другої ліги і піднялася до Першої ліги.

## Досягнення
Авангард
- Фіналіст Кубка Росії: 2017/18